# 铁道专业设计院
铁道专业设计院，簡稱铁专院，前身是铁道部专业设计院，是中國一家已撤銷的機構。设计院由中华人民共和国铁道部創立。铁道部下轄組織機構不斷變更，而专业设计院亦不例外。在改屬中国铁路工程总公司後，2004年，专业设计院被併入中铁工程设计咨询集团。

## 歷史
铁道部专业设计院在1957年成立，由铁道部设计总局旗下的五個（电务、工厂、大桥、定型设计和航空勘察）事务所合併而成。其後幾經改動，並於1970年文化大革命期間完全取消专业设计院，將旗下部門歸屬铁道部第二、第三设计院。而上級機構铁道部，亦與國務院其他部門合併為新的交通部，1975年國務院重新設立铁道部。1978年，铁道部重新建立专业设计院。1990年代至2000年代，铁道部改革，將旗下部門公司化，以及將部分企業劃出，例如中国铁路工程总公司（中铁工）及中国铁道建筑总公司（中铁建）。2001年，铁道部發表铁劳卫函〔2001〕464号《关于将铁道专业设计院并入铁道第三勘察设计院的通知》，將铁专院改屬铁三院，但於2003年11月，铁专院改為直屬中铁工。2004年7月1日，专业设计院與其他機構合併為中铁工程设计咨询集团。合併後，中铁工程设计咨询集团仍為中铁工的非全資子公司，於2007年改由中铁工的上市子公司中國中鐵非全資(88.24%)擁有。現時，前铁道专业设计院航遥处，已改名中铁设计－航测遥感研究院，由中铁工程设计咨询集团直接擁有。

## 下轄組織
- 铁道部专业设计院航空勘察处 (1970年改屬铁道部第二设计院[1]；1978年重新歸入铁道部专业设计院[1]，及後改名航遥处、航测分院)
- 铁道部专业设计院标准设计管理处 (又名标准设计处，1970年改屬铁道部第三设计院[1][6]；1978年重新歸入铁道部专业设计院[1])
- 铁道部专业设计院大桥设计处 (1958年改屬铁道部大桥工程局，後獨立為中铁大桥勘测设计院)[7]
- 铁道部专业设计院工厂设计处 （中铁工程设计院的前身[8]；現屬中铁华铁工程设计集团[9]）